# Ghirmay Ghebreslassie
Ghirmay Ghebreslassie (Kisadeka, 14 novembre 1995) è un maratoneta eritreo.
Vincendo la maratona ai Mondiali di Pechino 2015 si è consacrato come il più giovane campione mondiale di sempre della specialità e il primo atleta eritreo a vincere una medaglia d'oro ai campionati del mondo di atletica leggera.

## Palmarès
| Anno | Manifestazione             | Sede           | Evento         | Risultato | Prestazione | Note                                     |
| ---- | -------------------------- | -------------- | -------------- | --------- | ----------- | ---------------------------------------- |
| 2013 | Mondiali di cross          | Bydgoszcz      | Corsa U20      | 7º        | 21'50"      |                                          |
| 2014 | Mondiali di mezza maratona | Copenaghen     | Individuale    | 7º        | 1h00'10"    | Miglior prestazione personale stagionale |
| 2015 | Mondiali                   | Pechino        | Maratona       | Oro       | 2h12'28"    |                                          |
| 2016 | Giochi olimpici            | Rio de Janeiro | Maratona       | 4º        | 2h11'04"    |                                          |
| 2019 | Giochi panafricani         | Rabat          | Mezza maratona | 10º       | 1h05'27"    |                                          |

## Campionati nazionali
2020
- 12º ai campionati eritrei, 5000 m piani - 14'57"61
- Oro ai campionati eritrei, 10000 m piani - 29'38"68

2021
- 12º ai campionati eritrei di mezza maratona - 1h06'23"

## Altre competizioni internazionali
2014
- 6º alla Maratona di Chicago ( Chicago) - 2h09'08"
- Oro alla San Blas Half Marathon ( Coamo) - 1h03'53"
- Oro al Giro podistico internazionale di Castelbuono ( Castelbuono), 10 km - 30'32"

2015
- Argento alla Maratona di Amburgo ( Amburgo) - 2h07'47"
- 7º alla Zevenheuvelenloop ( Nimega), 15 km - 44'19"

2016
- Oro alla Maratona di New York ( New York) - 2h07'51"
- 4º alla Maratona di Londra ( Londra) - 2h07'46"
- Oro al Bern Grand Prix ( Berna), 10 miglia - 47'01"

2017
- 6º alla Maratona di Londra ( Londra) - 2h09'57"
- Oro al Bern Grand Prix ( Berna), 10 miglia - 49'26"

2018
- Argento al Giro podistico internazionale di Castelbuono ( Castelbuono) - 35'05"

2021
- 10º alla Tuscany Camp Marathon ( Ampugnano) - 2h07'11"

2022
- Bronzo alla Maratona di Siviglia ( Siviglia) - 2h05'34"

2023
- 31º alla Maratona di Berlino ( Berlino) - 2h12'34"
- 10º al Cross Internacional Zornoza ( Amorebieta-Etxano) - 27'08"

2024
- 8º alla Maratona di Rotterdam ( Rotterdam) - 2h09'13"
- 6º alla Maratona di Siviglia ( Siviglia) - 2h06'49"

2025
- 21º alla Maratona di Siviglia ( Siviglia) - 2h08'31"